# R2 (motorväg, Belgien)
R2 är en motorväg som fungerar som en ringled vid Antwerpen i Belgien. Detta är den yttre ringleden vid Antwerpen. En inre ringled finns också som heter R1.